# Pristimera luteoviridis
Pristimera luteoviridis är en benvedsväxtart som först beskrevs av Arthur Wallis Exell, och fick sitt nu gällande namn av N. Hallé. Pristimera luteoviridis ingår i släktet Pristimera och familjen Celastraceae. Utöver nominatformen finns också underarten P. l. kribiana.